# Vincenzo Civerchio
Vincenzo Da Crema dit  Vincenzo Civerchio ou Il Civerchio (né v. 1470 à Crema, dans la province de Crémone en Lombardie - mort dans la même ville v. 1544) était un peintre italien et un sculpteur sur bois de la Renaissance, actif à Brescia qualifié de perspectiviste.
Il est dit être un suiviste (médiocre) de Bernardino Butinone, de Bernardo Zenale, influencé par Vincenzo Foppa.
Les historiens de l'art, Vasari et Giovanni Paolo Lomazzo le confondirent avec Vincenzo Foppa.

## Biographie
En 1493, Vincenzo Civerchio est commissionné pour peindre les fresques (détruites) de la Vie de la Vierge au presbytère du Duomo Vecchio de Brescia.
À Crema, le gouvernement municipal lui commande d'importantes peintures comme une Annonciation pour un buffet d'orgue et un Saint Marc entre la Justice et la Tempérance (1507), peinture confisquée par les Français et perdue ensuite.
En 1512, on le trouve vivant à Romano di Lombardia, au nord de Crema.

## Œuvres
- Chemin de Croix, Déposition de Croix (1490), Saints-Pierre et Paul, Travagliato,
- Polyptyque Saint Nicolas de Tolentino (1495), pour l'église Santa Barnaba, Brescia. conservée à la pinacothèque Tosio Martinengo.
- Retable Saints Sébastien, Roch et Christophe  (1519), cathédrale de Crema
- Polyptyque de la Vierge à l'Enfant avec les saints (1525), Palazzolo sull’Oglio, Santa Maria Assunta
- National Gallery of Art : 
  - Le Christ instruisant Pierre et Paul pour préparer la Pâque (1504), tempera sur panneau,
- Pinacothèque de Brera, Milan
- S. Pantaleone, sculpture sur bois, au dôme de Crema.
- Fresques à la Chiesa di Santa Maria dei campi Travagliato

## Sources
- (en) Cet article est partiellement ou en totalité issu de l’article de Wikipédia en anglais intitulé « Vincenzo Civerchio » (voir la liste des auteurs).
- Biographie sur Arnet